# Раґнгейдюр Рагнарсдоуттір
Раґнгейдюр Рагнарсдоуттір (ісл. Ragnheiður Ragnarsdóttir, також знана як Рагга Рагнарс; нар. 24 жовтня 1984) — ісландська акторка та колишня плавчиня, яка спеціалізувалася на плаванні вільним стилем. Неодноразова рекордсменка Ісландії у плаванні вільним стилем на довгій і короткій дистанціях (50 метрів та 100 метрів). Після завершення спортивної кар'єри вивчала акторську майстерність і у 2018—2020 роках грала роль Гуннгільди в телесеріалі «Вікінги».

## Біографія
В інтерв'ю Феліхсу Бергссону на радіостанції Rás 2 заявила:
|  | У школі мене завжди звали Рагга. Мене ніколи не звали Раґнгейдюр, за винятком тих випадків, коли моя мати лаяла мене. |

У школі у Гардабайрі вивчала дизайн одягу.
Добре плавати почала в 11 років.
Протягом чотирьох років виступала за плавальний клуб «Гапнарф'єрдюр» у Гапнарф'єрдюрі. Встановила кілька рекордів Ісландії та виграла кілька чемпіонських титулів Ісландії у плаванні вільним стилем та в комплексному плаванні.

### Кар'єра плавчині
Дебютувала на літніх Олімпійських іграх 2004 року в Афінах як наймолодша ісландська плавчиня (19 років). Кваліфікувалася на два змагання з плавання, досягнувши результатів стандарту B — 26,34 (50 м вільним стилем) та 56,74 (100 м вільним стилем). У запливі на 100 метрів вільним стилем фінішувала останньою у третьому запливі та сороковою в загальному заліку з часом 58,47 секунди. На дистанції 50 метрів вільним стилем відстала від перемоги у п'ятому запливі на соту частку секунди (0,01) від Лари Гайнц з Люксембургу, фінішувавши другою та 31 в загальному заліку з часом 26,36 секунди.
На літніх Олімпійських іграх 2008 року в Пекіні кваліфікувалася вдруге в тій самій програмі плавання, що й на попередніх іграх. Подолала показники FINA B-cuts з результатом 25,95 (50 м вільним стилем) на Відкритому кубку Нідерландів з плавання в Ейндховені та 56,06 (100 м вільним стилем) на Чемпіонаті світу FINA в Мельбурні. На дистанції 100 метрів вільним стилем змагалася у третьому запливі проти семи інших плавців, зокрема Ганни Вілсон з Гонконгу та Аріанни Вандерпул-Воллес з Багамських островів. Вона випередила Анну Стіліану з Кіпру, посіла п'яте місце та тридцять п'яте в загальному заліку, випередивши її на 0,03 секунди з часом 56,35 секунди. У плаванні на 50 метрів вільним стилем фінішувала четвертою у восьмому заїзді, відставши на 0,13 секунди від ямайської Наташі Муді з часом 25,82. Раґнгейдур не змогла вийти до півфіналу, посівши 36 місце з 92 плавців у вечірніх відбіркових змаганнях.
Не змагалася на літніх Олімпійських іграх 2012 року в Лондоні, оскільки була вагітна сином.

### Акторська кар'єра
Раґнгейдур сказала, що завжди мала пристрасть до акторської майстерності і після завершення кар'єри плавання вирішила опанувати цю професію. Пройшла восьмитижневий курс «Акторська майстерність для кіно» в Нью-Йоркській кіноакадемії в Лос-Анджелесі, який їй «дуже сподобався», а потім записалася на річну програму. 2015 року закінчила навчання. На церемонії Game Awards 2020 оголосили, що вона озвучить головну роль королеви Сігрід в мультсеріалі за мотивами популярної гри Studio Wildcard "Ark: Survival Evolved".
Знімалася в ролі Гуннгільд у серіалі «Вікінги».
Зіграла другорядну роль у третьому й останньому сезонах серіалу «Колесо часу».

## Особисте життя
У 2013—2017 роках була одружена з бізнес-адміністратором Атлі Б'ярнасоном. Їхній син народився 2013 року.